# Empis korana
Empis korana är en tvåvingeart som beskrevs av Smith 1969. Empis korana ingår i släktet Empis och familjen dansflugor. Inga underarter finns listade i Catalogue of Life.